# Basilica of St. Mary Star of the Sea
La Basilica of St. Mary Star of the Sea est une église catholique à Key West, en Floride, dans le sud-est des États-Unis. Cette basilique mineure est une propriété contributrice au district historique de Key West depuis la création de ce district historique le 11 mars 1971.